# Biblioteca comunale popolare Luigi Bladier
La Biblioteca comunale popolare Luigi Bladier è la biblioteca comunale di Capri. Essa è situata nella Certosa di San Giacomo, il complesso monastico costruito fra il 1371 e il 1374 da Giacomo Arcucci.  La storia di questo edificio è collegata direttamente alle vicende dell'isola, subendo diverse trasformazioni e restauri.

## Storia
La Biblioteca è stata istituita con la deliberazione municipale del 5 luglio 1957 e inaugurata il 12 gennaio 1958 nella sua sede iniziale di Palazzo Cerio. Successivamente, il 5 dicembre dello stesso anno, la biblioteca fu trasferita in alcuni locali della Certosa di San Giacomo unendo la propria consistenza con la Biblioteca "Forges Davanzati", già esistente. Da quel momento il Comune di Capri ne assunse direttamente la gestione.
Nel 1960 la Biblioteca è stata iscritta all'Ente Nazionale Biblioteche Popolari e Scolastiche con tessera n. 19.659  e con la denominazione di "biblioteca comunale popolare". 

Ne è stato bibliotecario capo Luigi Bladier, docente di materie letterarie presso varie scuole dell'isola, che ha dedicato tutta la sua esistenza alla Biblioteca: l'Amministrazione Comunale di Capri decise, a poca distanza dalla scomparsa, d'intitolargli la Biblioteca, che da quel momento porta il suo nome.

## Patrimonio librario
Il patrimonio librario della biblioteca dalla sua istituzione fino ad oggi è andato progressivamente aumentando sia per acquisti effettuati con fondi comunali e regionali, sia per donazioni varie di enti e di privati cittadini.
Il patrimonio librario della Sala A (il più consistente) comprende opere di cinema, teatro, musica, scienze, filosofia, storia, filologia, diritto, letteratura, enciclopedie, dizionari, manuali tecnici, classici italiani e stranieri tradotti, collane varie. Nella stessa sala è sistemata anche la donazione dell'Ambasciata Sovietica in Italia delle opere di Lenin.
Nella Sala B trova posto tutta la donazione del regista Conte Arnaldo Genoino d'Ortodonico, il cui stemma gentilizio è posto al di sopra della scaffalatura libraria, sulla parte di fronte all'ingresso. Le opere di quest'importante donazione (circa 2.700) sono oggi catalogate.
Nella Sala C è sistemata la sezione straniera, comprendente opere plurilingue su argomenti vari.
Nella Sala D, riservata agli studiosi, vi sono i testi della preesistente Biblioteca "Forges Davanzati" trasmessi dai Canonici Lateranensi alla Biblioteca Comunale Popolare di Capri quando si trasferì da Palazzo Cerio nell'attuale sede della Certosa di San Giacomo. Sono presenti anche diverse cinquecentine, cinquantasei opere a stampa del '500 pubblicate dal 1513 al 1599. Di esse sono editio princeps una decina, mentre delle rimanenti, delle quali non si hanno notizie bibliografiche, si può presumere che siano editio princeps un'altra decina. Delle stesse l'Explanatio libri I phisicorum Aristotelis di Ludovico Boccaferrea, edito in Accademia Veneta (1558), mentre è da ritenersi rara l'opera Commentarii linguae graecae di Guglielmo Budeo, edito nel 1548. Esse comprendono poche opere in latino, molte in volgare; alcune di queste sono traduzioni di classici e sono di carattere religioso, storico, letterario, filologico e giuridico. Nella stessa sala è la sezione "Capri" con opere in italiano, inglese, francese e tedesco riguardanti l'isola di Capri.